# Vasile Dumitrescu
Vasile Dumitrescu (fl. XX secolo) è stato un bobbista rumeno.

## Biografia
Viene ricordato come vincitore di una medaglia d'oro nella sua disciplina, vittoria ottenuta ai campionati mondiali del 1934 (edizione tenutasi a Engelberg, Svizzera) insieme al connazionale Alexandru Frim. Nell'edizione l'argento andò alla Germania, il bronzo all'altra squadra rumena.